# Nynorskordboka
Nynorskordboka är en ordbok, som visar officiell rättskrivning och ordböjning för nynorskt språk. Den finns i tryckt version i ett band men är också gratis tillgänglig på internet.
Nynorskordboka och Bokmålsordboka utvecklades parallellt vid Universitetet i Oslo i samarbete med Norsk språkråd. I vardera ett band innehåller de cirka 700 sidor med ord, böjningsmönster, definitioner och exempel samt etymologiska upplysningar.
Arbetet med ordböckerna påbörjades 1974, och de första upplagorna kom ut  196. Verken har sedan reviderats flera gånger. Sedan 2016 hålls båda ordböckerna elektroniskt tillgängliga av Universitetet i Bergen  på nätadressen ordbok.uib.no.